# 燕子口天主堂
燕子口天主堂，位于北京市昌平区十三陵镇燕子口村，隶属天主教北京教区。

## 简介
燕子口村是个全村信奉天主教的宗教村。据说燕子口人信天主教是由清朝宗室苏努一家传入。苏努是清太祖努尔哈赤的四世孙，在康熙朝曾经担任镶红旗都统、宗人府左宗人、奉天将军等职务。雍正年间，苏努获罪入狱，其家人改信天主教，并带入燕子口村。1900年义和团运动中，原教堂被义和团毁灭，燕子口村多数天主教教友遭杀戮，据说仅三四个人幸免。此后天主教继续在燕子口村传播。
有位苦修会的老张神父，是燕子口村村民。苦修会解散后，他回到家乡，打理起燕子口堂区。以前燕子口村没有教堂，教友们都是在教友家聚会。老张神父筹得善款，从村民手中购得了一所民房小堂院，将其改为天主教祈祷所，一直沿用至2016年。这是拥有几百万人口的整个昌平区里政府唯一承认的天主教合法宗教活动场所。
由于那所由民房改建的教堂已十分破旧，不敷使用，建设新教堂的工作被提上日程。2013年5月7日，北京教区李山主教与一区两会核心组成员高阳副主教、孙尚恩神父、石洪喜秘书长、甄雪斌神父、清华设计院设计师苏海星等人来到昌平区燕子口村，与昌平区民宗办贾洪东主任、中共长陵镇委郭卫东副书记及燕子口村委会负责人沟通教堂复建事宜，随后在燕子口村委会会议室举行座谈会，会上大家就燕子口教堂复建工作达成三点共识：“一是赞成对教堂进行改建或新建；二是在现有基础上进行改造存在较大困难，也不符合燕子口村的规划；三是对搬迁新址的土地可采用租赁形式。”会后，李山主教、贾洪东主任、郭卫东副书记等一行与设计师苏海星来到拟选新址现场察看。当天中午，中共昌平区委常委、副区长孙启在昌平城区招待并慰问李山主教一行，并表示了对在新址复建天主堂的支持。
2014年，经与政府协调，在燕子口村其他地方征地，准备新建一座教堂。征地手续和征地费用都由政府提供，建堂由神长教友自筹自建。自2014年征地后，本堂孙徐生神父便找来设计师设计教堂。燕子口村位于十三陵世界遗产核心区内，是旅游胜地，神长、教友们经过讨论，将未来的教堂定位为集培训、避静、朝圣、旅游为一体的堂区。建堂手续和图纸基本都已就绪，但最大的困难是缺少资金，教堂建设预计需要投资两千万元人民币。
2016年，老的由民房改建的教堂已拆除。本堂孙徐生神父平时不在这里，教友多在家中进行宗教活动。

## 历任主任司铎
1. 张神父（？—2004年）
2. 王学群神父（2004年—2011年）[5]
3. 陈燕宾神父（2011年2月—2013年，同时负责天通苑祈祷所牧灵工作）[6]
4. 邓剑神父（2013年—2016年3月）[2]
5. 孙徐生神父（2016年3月—，同时兼昭陵祈祷所主任司铎）[7]